# Mecha BREAK
『Mecha BREAK』 (メカブレイク, 中國語: 解限机, 拼音: Jiě Xiàn Jī) は、金山軟件の子会社・西山居により開発されるロボットシューティングゲーム。2025年7月2日サービス開始。基本プレイ無料（アイテム課金制）。
The Game Awards 2023にて正式発表。対応プラットフォームはPC・Steam・Xboxであり、クロスプレイに対応している。言語は中国語、日本語、英語など5言語に対応している。

## 背景ストーリー
架空のタイムライン2082年、太陽コロナの巨大噴出により地磁場がほぼ消失し、地質活動が異常に加速した。超巨大地震や火山の噴火が頻発する中、シェルター都市群や月面居住地が生存者たちの避難場所となり、人類文明はかろうじて存続した。破壊された地形の中で、ロボットを使用した「コアストーン資源」の争奪戦が時代の中心テーマとなった。

### コアストーンと褪色危機
この大災害の中で、炭素シリコン系エネルギー鉱物である「EIC」（コアストーン）が噴出した。この鉱物の原理は未解明の部分が多いものの、強い病原性と拡散性があることは確実である。やがて、世界各地に「褪色区」と呼ばれる高汚染エリアが広がり、地球全体が戦略同盟、連合体、大洋連邦、月海共同体などの陣営に分断された。
人類はEICへの恐怖を抱きながらも、エネルギーと技術の需要により、多くの人々が褪色区に足を踏み入れ、コアストーンを採掘する冒険に挑みた。この資源を巡り、無数の衝突や紛争が勃発した。

### 機兵（ロボット）
大災害により地球規模の交通網が破壊され、伝統的な車両は壊滅的な地形に適応できなくなった。そのため、月面居住者が発明した歩行型メカが主流となり、この歩行型メカは武装された「機兵」として使用されるようになった。特に第3世代の機兵の登場により、戦争の形態が大きく変化した。この「意識投影型機兵」は、EICを使用したスーパーコンピュータ「C脳」を中継して脳と機体を接続し、操縦者の意識を直接機体運用に参加させることで、機体性能を大幅に向上させた。

### 月虹（げっこう）
こうした背景の中、「月虹」という組織が誕生した。この組織は各陣営から独立した強力な武装勢力であり、世界中で活動を展開している。「月虹」は解限型機兵部隊を使用してコアストーンが引き起こす褪色危機に対応しつつ、コアストーンの本質を解明しようとしている。
地球を200年以内に飲み込むとされる褪色災害に直面し、「月虹」は「対抗、適応、逃亡」を超える新たな道を模索している。

## ゲームのプレイ内容
ゲームにはいくつかの異なるモードがあり、主にチーム対抗や特定の目標を達成することで進行。プレイヤーは以下の5つの役割から複数の機体キャラクターが選択可能：多くのダメージを与えて攻撃や拠点防衛を行う「攻撃機」、大量のダメージを吸収できる「防御機」、味方に回復や他の支援効果を提供する「支援機」、また「格闘機」や「狙撃機」なども選択可能である。
プレイヤーが操作するキャラクター以外に、さらに3人のNPCパイロットも利用可能である。NPCパイロットはプレイヤーと共に戦場に出撃し、以下のシーンでアニメーション演出に参加します：パイロットがコックピットに搭乗する場面、機体が出撃する場面、機体が撃破されてコックピットが脱出する場面、そして対戦終了後のリザルト画面である。

### ロボットデザイン
プレイヤーは自分専用のロボットやロボットの塗装を自由にカスタマイズが可能。

### 対戦モード
6対6または3対3のチーム対戦形式でプレイする。

### ダンジョンモード
6人チームで挑戦するダンジョン「マシュマーク群島」（PvPvE）では、群島各地に配置された重要な拠点を探索し、守備隊、巨大ロボット、戦艦ボスと戦闘を繰り広げる。作戦資材を確保し、脈動嵐が拡大する前に撤退して資材と作戦データを安全に持ち帰ることが目標である。